# Kleine Scheidegg

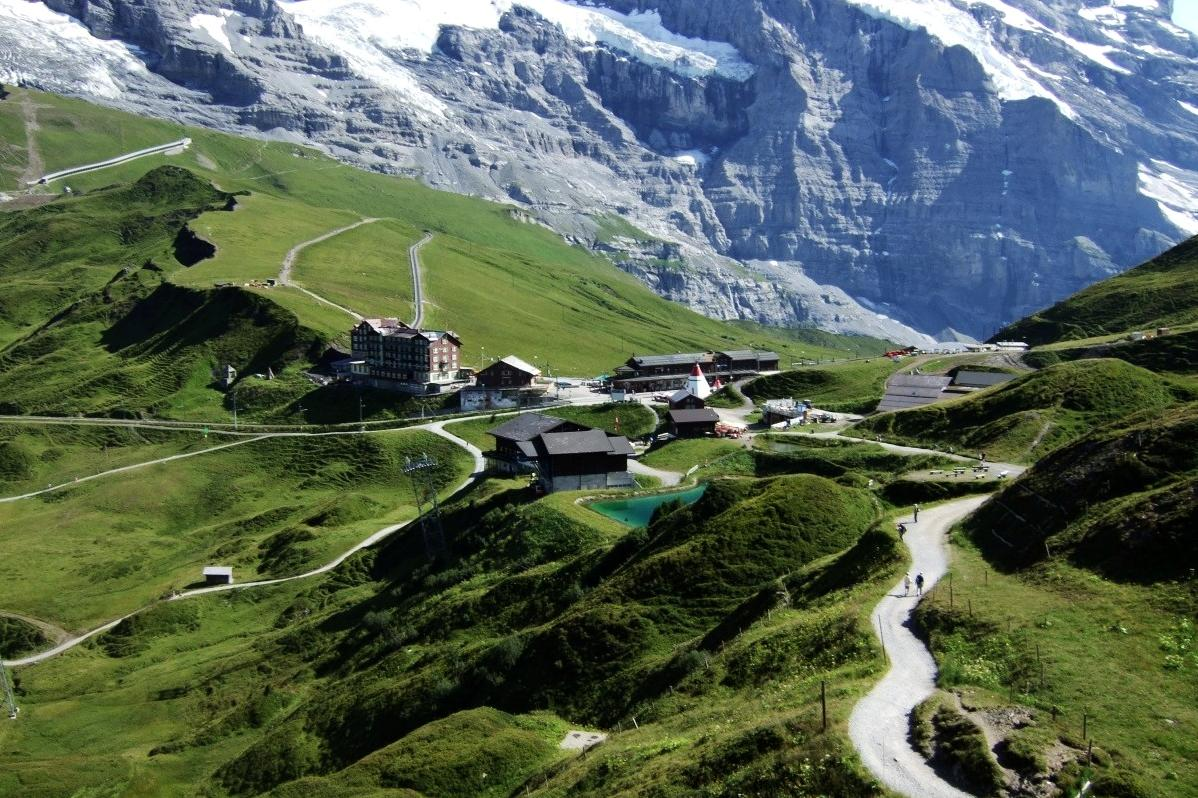
Vista des de dalt

La Kleine Scheidegg és un port de muntanya sota i entre de les muntanyes, de l'Eiger i del Lauberhorn a l'Oberland bernès, Suïssa. Connecta Grindelwald amb Lauterbrunnen, dues comunes del cantó de Berna.
A la Kleine Scheidegg hi ha hotels, així com l'estació dels dos ferrocarrils de cremallera, el Wengernalpbahn (des de 1893) i del Jungfraubahn (des de 1896). El Wengernalpbahn té dues branques, una comença a Grindelwald; l'altra comença a Lauterbrunnen i puja al port via Wengen. El Jungfraubahn recorre amb un espectacular ascens que inclou l'interior rocós de l'Eiger i del Mönch i que arriba fins als 3.454 msnm de l'estació de Jungfraujoch.
A l'hivern, la Kleine Scheidegg és el centre de l'àrea d'esquí al voltant de Grindelwald i de Wengen. A l'estiu és una destinació popular, i és un dels passos creuats per la Ruta Alpina de Passos.